# Caesius Bassus
Caesius Bassus (1. század eleje – 79) római költő, író, Nero császár idejéből.
Persius, aki hatodik szatíráját dedikálta neki, 61-ben csodálattal írt a kora ellenére alkotóereje teljében lévő költőről. Egyes források szerint a Vezúv kitörésekor, 79-ben bennégett pompeii-i villájában.
Lírai költeményei elvesztek, csak annyi ismeretes, hogy Quintilianus dicsérte őket, és Horatius versei mellett Caesius Bassuséit ajánlotta olvasásra. Írt egy töredékekből ismert versmértéktani kézikönyvet De metris (’A versmértékekről’) címen, ezt az utókor egészen a 6–7. századig iskolai tankönyvként használta.